# Требиште
Тре́биште (болг. Требище) — село в Смолянській області Болгарії. Входить до складу общини Смолян.

## Населення
За даними перепису населення 2011 року у селі проживали 140 осіб, з них 133 особи (98,5%) — болгари.
Розподіл населення за віком у 2011 році:
Динаміка населення: